# Ulrike Tillmann

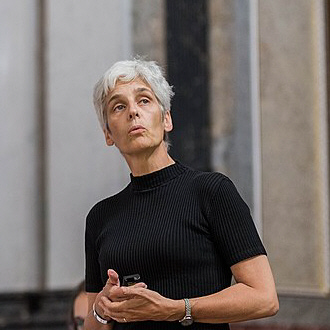
Ulrike Tillmann (2018)

Ulrike Luise Tillmann (* 12. Dezember 1962 in Rhede (Nordrhein-Westfalen)) ist eine deutsch-britische Mathematikerin, die sich mit algebraischer Topologie beschäftigt.

## Leben
Tillmann machte 1982 in Vreden Abitur und studierte an der Brandeis University (Bachelor 1985) und an der Stanford University, wo sie 1987 ihren Master-Abschluss machte und 1990 bei Ralph Cohen promovierte (K-theory of topological group algebras). Ab 1990 war sie an der Cambridge University (als SERC Research Assistant und Junior Research Fellow des Clare Hall College) und ab 1992 Lecturer und Tutor an der Oxford University (Merton College, dessen Fellow sie ist). 1996 habilitierte sie sich an der Universität Bonn. Seit 2000 ist sie in Oxford (Titular-)Professor.
Sie beschäftigt sich mit der Topologie von Modulräumen, Klassifikationsräumen geometrischer Strukturen, mit Anwendungen zum Beispiel in topologischer Quantenfeldtheorie. Ihre Arbeiten führten die Berechnung der Kohomologie solcher Modulräume, speziell der rationalen Kohomologie der stabilen Modulräume Riemannscher Flächen (die algebraische Kurven klassifizieren),  auf ein homotopietheoretisches Problem zurück (stabile Homotopietheorie). Damit bewiesen 2004 Ib Madsen und Michael Weiss die Mumford-Vermutung über die stabile Homologie der Abbildungsklassengruppen. Der Beweis wurde von Tillmann zusammen mit Madsen, Weiss und Søren Galatius vereinfacht und verallgemeinert.
2004 erhielt sie den Whitehead-Preis. 2002 war sie Invited Speaker auf dem Internationalen Mathematikerkongress (ICM) in Peking (Strings and the stable cohomology of mapping class groups). 2008 erhielt sie den Friedrich Wilhelm Bessel-Forschungspreis der Alexander von Humboldt-Stiftung. 2009 hielt sie die Emmy Noether Lecture der Deutschen Mathematiker-Vereinigung. Sie ist Stipendiatin des britischen EPSRC. 2006/2007 hatte sie den De La Vallée-Poussin-Lehrstuhl an der Université catholique de Louvain inne. 2002 bis 2006 war sie Herausgeber von Topology, seitdem des Journal of Topology. 2008 wurde sie Fellow der Royal Society und sie ist Fellow der American Mathematical Society. 2017 wurde sie zum Mitglied der Leopoldina gewählt. Im Juni 2020 wurde sie zur Präsidentin der London Mathematical Society gewählt. Sie übernahm das Amt von Jonathan Keating im November 2021.
Sie ist seit 1995 verheiratet und hat drei Töchter.

## Schriften (Auswahl)
- On the homotopy of the stable mapping class group. Invent. Math. 130  (1997),  no. 2, 257–275.
- mit Madsen: The stable mapping class group and {\displaystyle Q(\mathbb {C} P_{+}^{\infty })}. Invent. Math. 145  (2001),  no. 3, 509–544.
- mit Galatius, Madsen, Weiss: The homotopy type of the cobordism category. Acta Math. 202  (2009),  no. 2, 195–239.